# 넙다리혈관집
넙다리혈관집(femoral sheath, crural sheath) 또는 대퇴동정맥의 초(大腿動靜脈의鞘)는 복부근막이 확장되어 만들어진 구조물로, 넙다리동맥과 넙다리정맥 몸쪽 부분을 덮고 있는 피막이다. 넙다리혈관집 안에는 수직 방향의 중격이 두 개 존재하여 안쪽칸, 중간칸, 가쪽칸의 세 개 칸으로 다시 나누어진다. 안쪽칸은 넙다리관이라고 하며, 림프관과 림프절 등이 들어 있다. 중간칸에는 넙다리정맥이, 가쪽칸에는 넙다리동맥이 들어가 있다. 몇몇 신경혈관 구조는 넙다리혈관집을 관통하여 지나간다. 넙다리혈관집은 구조상 넙다리삼각 안에 포함되어 있다.

## 구조
넙다리혈관집은 깔때기 모양의 근막 구조물이다. 복부근막이 샅굴인대 뒤쪽을 통해 아래로 확장되어 넙다리혈관집을 형성한다. 그 외에 배가로근막이 넙다리혈관 앞쪽을 통해 연속되며, 엉덩근막 역시 넙다리혈관 뒤쪽을 따라 연속되어 넙다리혈관집 형성에 기여한다. 넙다리혈관집은 앞쪽에서 엉덩두덩띠로 인해 힘이 강해진다. 넙다리혈관집은 아래쪽(먼쪽)으로 갈수록 좁아지면서 결국 마지막에는 넙다리혈관의 바깥막과 섞이면서 끝난다. 넙다리혈관집이 끝나는 지점은 샅굴인대에서 아래쪽으로 4cm 정도 떨어진 곳이다.
넙다리혈관집의 가쪽 벽은 수직 방향이며 허리샅굴신경에 의해 관통된다. 안쪽 벽은 아래가쪽으로 비스듬히 향해 있으며 큰두렁정맥, 림프관에 의해 관통된다.

### 칸 구분
넙다리혈관집은 두 개의 수직 방향 중격으로 인해 세 칸으로 구분된다.
- 안쪽칸(medial compartment)은 넙다리관이라고 따로 부르기도 하며, 크기가 세 칸 중에 가장 작다. 몇몇 림프관과 림프절이 소량의 성긴결합조직과 함께 안쪽칸에 들어 있다.
- 중간칸(intermediate compartment)은 넙다리정맥을 포함하고 있다.[4]
- 가쪽칸(lateral compartment)에는 넙다리동맥이 들어가 있다.

## 추가 이미지

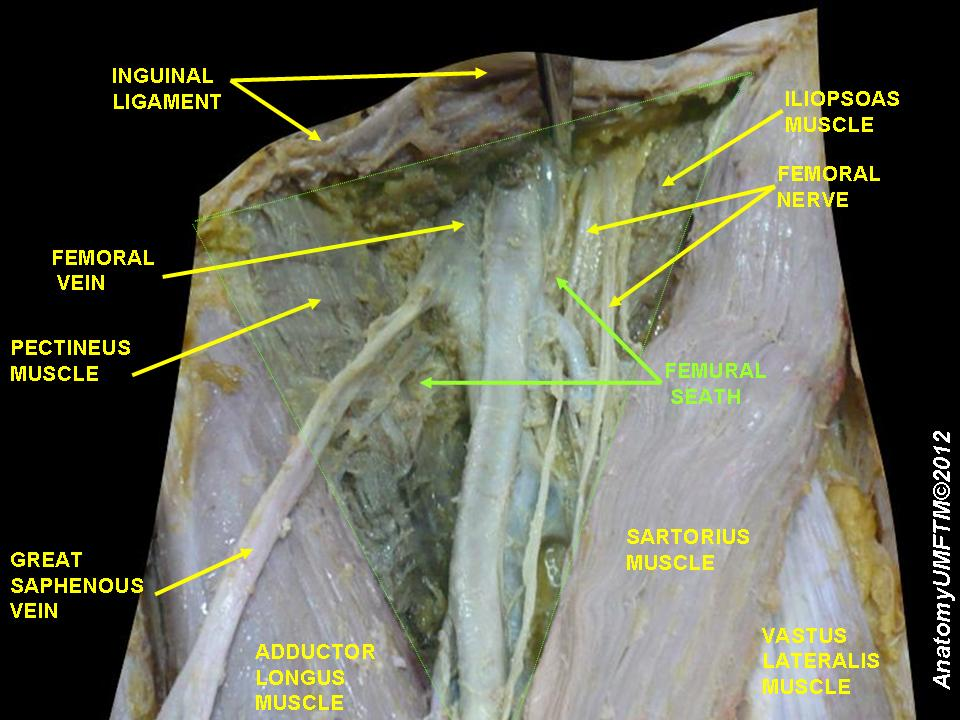
넙다리혈관집

## 참고 문헌
이 문서는 현재 퍼블릭 도메인에 속하는 그레이 해부학 제20판(1918) page 625의 내용을 기초로 작성된 글이 포함되어 있습니다.
1. 1 2  Moore, Keith L. (2018). 《Clinically Oriented Anatomy》. A. M. R. Agur, Arthur F., II Dalley 8판. Philadelphia. 711–713쪽. ISBN 978-1-4963-4721-3. OCLC 978362025.
2. ↑  Gray, Henry (1918). 《Gray's Anatomy》 20판. 625쪽.
3. 1 2 3  Gray, Henry (1918). 《Gray's Anatomy》 20판. 630쪽.
4. ↑  Ritter, John W. (1995년 9월 1일). “Femoral nerve "sheath" for inguinal paravascular lumbar plexus block is not found in human cadavers”. 《Journal of Clinical Anesthesia》 (영어) 7 (6): 470–473. doi:10.1016/0952-8180(95)00055-M. ISSN 0952-8180. PMID 8534462.